# Elis Anvill
Elis Bror Anvill, född 26 september 1893 i Spelviks socken i Södermanland, död 9 november 1950 i Sollentuna, var en svensk missionär verksam i Kina.

## Biografi
Elis Anvill var son till gårdsägaren Johan August Andersson (1859–1937) och Anna Erika Asp (1865–1950).
Han genomgick Svenska Missionförbundets (SMF) missionskola 1917–1921. Verksamhetsfältet i Kina var längs med Yangtze-floden med bas i Hankow. Under 1920-talet reste han runt i de olika kinesiska provinserna och skrev artiklar på sin reseskrivmaskin, vilka han skickade till de svenska tidningarna Dala-Demokraten, Jönköpings-Posten, Svenska Morgonbladet, Sala-Posten och Karlstads-Tidningen. Han skrev även ett flertal böcker om sina år i Kina. En gång på 1920-talet talade han i svensk radio och berättade om inbördeskriget och oroligheterna i Kina.
Han gifte sig 1934 med Margareta (Greta) Johanna Nordquist (1899–1984) och de fick döttrarna Birgit och Margareta. Birgit föddes i Kuling (nuvarande Lushan) uppe i de kinesiska bergen. Margareta föddes I Sverige men växte upp i Kina (i Kuling, Shashi och Shanghai) under 1930-talet då Kina invaderades av Japan. Han studerade språk vid Peking Union Language School. 1935 tog han en fil. kand. examen 1935 vid Göteborgs högskola.
Han var i Kina första gången 1922–1928 och andra gången 1932–1941. Han byggde en kyrka i Shashi. Men han kom inte till Kina enbart för att bygga en kyrka och missionera, utan för att bygga upp ett socialt nätverk – för sig och sina kristna, för hemlösa barn, samt för människor utan jord och land, utan familj och kontaktnät.

Elis Anvill med hustrun Margareta (Greta) samt döttrarna Margareta och Birgit, ur Etnografiska museets bildarkiv.

1941 lämnade familjen Anvill det krigshärjade Shanghai. Först tog de en japansk båt utför Yangtze-flodens mynning ner till Östkinesiska havet och upp till Vladivostok. Därefter tog de den Transsibiriska järnvägen och kom hem till Stockholm den 11 april, drygt två månader innan Nazityskland anföll Sovjetunionen.

Man med komoraner på en bambuflotte. Träsnideri från Shanghai, en gåva av Elis Anvill, ur Världskulturmuseets samlingar.

Världskulturmuseet i Göteborg innehar en samling träsniderier (leksaker föreställande olika scener ur det kinesiska folklivet) och mynt från Shanghai, en gåva av Elis Anvill.

## Publikationer
- Bland storfolk och andra i Mittens rike. Stockholm: Svenska Missionsförbundet. 1931. Libris 479038
- Kinas religioner. Stockholm: Svenska Missionsförbundet. 1932. Libris 479025
- Kristendomen i kamp om det kinesiska folket. Stockholm: Svenska Missionsförbundet. 1934. Libris 1351063
- Banbrytare i Mittens rike. Stockholm. 1937. Libris 478040
- Mandarinen och hans son. Stockholm: Harrier. 1938. Libris 1360860
- Stormän i Kina. Stockholm: Svenska Missionsförbundet. 1939. Libris 478998
- Den unge mandarinen. Stockholm: Harrier. 1940. Libris 1360861
- Kinas starke man : Chiang Kai-shek / med förord av Ingeborg Wikander och Georg Landberg. Uppsala. 1940. Libris 479015
- Bonden Wang och hans söner : skildring från det nutida Kina. Uppsala: J. A. Lindblad. 1941. Libris 480707
- Från stormigt Fjärran östern. Stockholm: Svenska Missionsförbundet. 1942. Libris 1387663
- Kinas okrönta drottning : madame Chiang Kai-shek : Med 16 illustr. jämte en karta. Uppsala. 1942. Libris 2542630
- Gulingar : noveller. Stockholm: Svenska Missionsförbundet. 1943. Libris 478996
- Medmänniskor : noveller. Stockholm: Svenska Missionsförbundet. 1944. Libris 483772
- Väckelsetider i Kina / av Petrus Hsi och Elis Anvill. Stockholm. 1944. Libris 481691
- Mandarinen i landsflykt. Uppsala: J. A. Lindblad. 1945. Libris 478993
- Chiang Kai-shek : revolutionsmannen, statsmannen, människan. Uppsala: J. A. Lindblad. 1946. Libris 487077
- Vikingaättlingen bland främlingshatarna : Erik Folke. Stockholm: Svenska Missionsförbundet. 1946. Libris 1387666
- De tjänade Gud i Asien / Elis Anvill med flera. Stockholm: Svenska Missionsförbundet. 1946. Libris 8219412